# Nasrin Sotoudeh
Nasrin Sotoudeh (Tehran, 30 maggio 1963) è un'avvocata e attivista iraniana militante per i diritti umani. Ha rappresentato attivisti e politici dell'opposizione iraniani imprigionati a seguito delle contestate elezioni presidenziali iraniane del giugno 2009 e prigionieri condannati a morte per reati commessi quando erano minorenni. Tra i suoi clienti la giornalista Isa Saharkhiz, il premio Nobel per la pace Shirin Ebadi e Heshmat Tabarzadi. Ha anche rappresentato le donne arrestate per essere apparse in pubblico senza l'hijab, che è un reato punibile in Iran. Nasrin Sotoudeh è stata il soggetto di Nasrin, un documentario del 2020 girato in segreto in Iran sulle "continue battaglie di Sotoudeh per i diritti delle donne, dei bambini e delle minoranze". Nel 2021 è stata nominata da Time una delle 100 persone più influenti al mondo. In carcere dal 2019 con una condanna a 38 di prigione, è stata rilasciata in congedo medico nel luglio 2021 con un permesso di cinque giorni. 
Il permesso è stato prolungato indefinitivamnte.
Nel 2012 ha ricevuto il Premio Sacharov del Parlamento europeo per la libertà di pensiero insieme al regista Jafar Panahi. Nel 2020 è stata insignita del "Premio Nobel per la Pace Alternativo" (Right Livelihood Award) assegnato ogni anno dalla Right Livelihood Foundation.

## Biografia
Nata nel 1963 in una famiglia iraniana "religiosa, borghese", al college desiderava studiare filosofia. Classificata 53ª all'esame di ammissione all'università nazionale iraniana, ma non avendo voti abbastanza alti per ottenere un posto, si è indirizzata verso la Shahid Beheshti University, dove si è laureata in diritto internazionale. In seguito, ha sostenuto e superato con successo l'esame di avvocata nel 1995, ma ha dovuto attendere altri otto anni per ottenere il permesso di esercitare la professione forense.
Sposata con Reza Khandan dal 1994, hanno due figli. Sotoudeh ha sottolineato che Reza è "veramente un uomo moderno", accanto a lei durante il suo lavoro in ambito sociale e legale.

## Carriera
Sotoudeh ha iniziato la carriera presso l'ufficio legale del Ministero dell'edilizia abitativa iraniano e dopo due anni è entrata a far parte della sezione legale della banca statale Tejarat.
Il suo primo impegno nell'ambito dei diritti delle donne è stato una raccolta di interviste, rapporti e articoli per la rivista Daricheh, pubblicazione respinta dal caporedattore che "ha reso Sotoudeh ancora più determinata nel suo lavoro".
All'età di 32 anni ha sostenuto l'esame di avvocato (Kanoon Vokala) e l'abilitazione, diventando una dei componenti più attivi della Società per la protezione dei diritti dell'infanzia (SPRC). Il lavoro di Sotoudeh consisteva anche nella difesa di bambini e delle loro madri maltrattate all'interno del nucleo familiare, ritenendo che molti aggressori siano essi stessi malati o vittime di maltrattamenti e che abbiano bisogno di terapie e farmaci. Allo stesso tempo si augurava che i tribunali facessero un uso migliore degli specialisti dell'infanzia e degli psicologi nella verifica dei casi di abuso sui minori in ambito domestico.

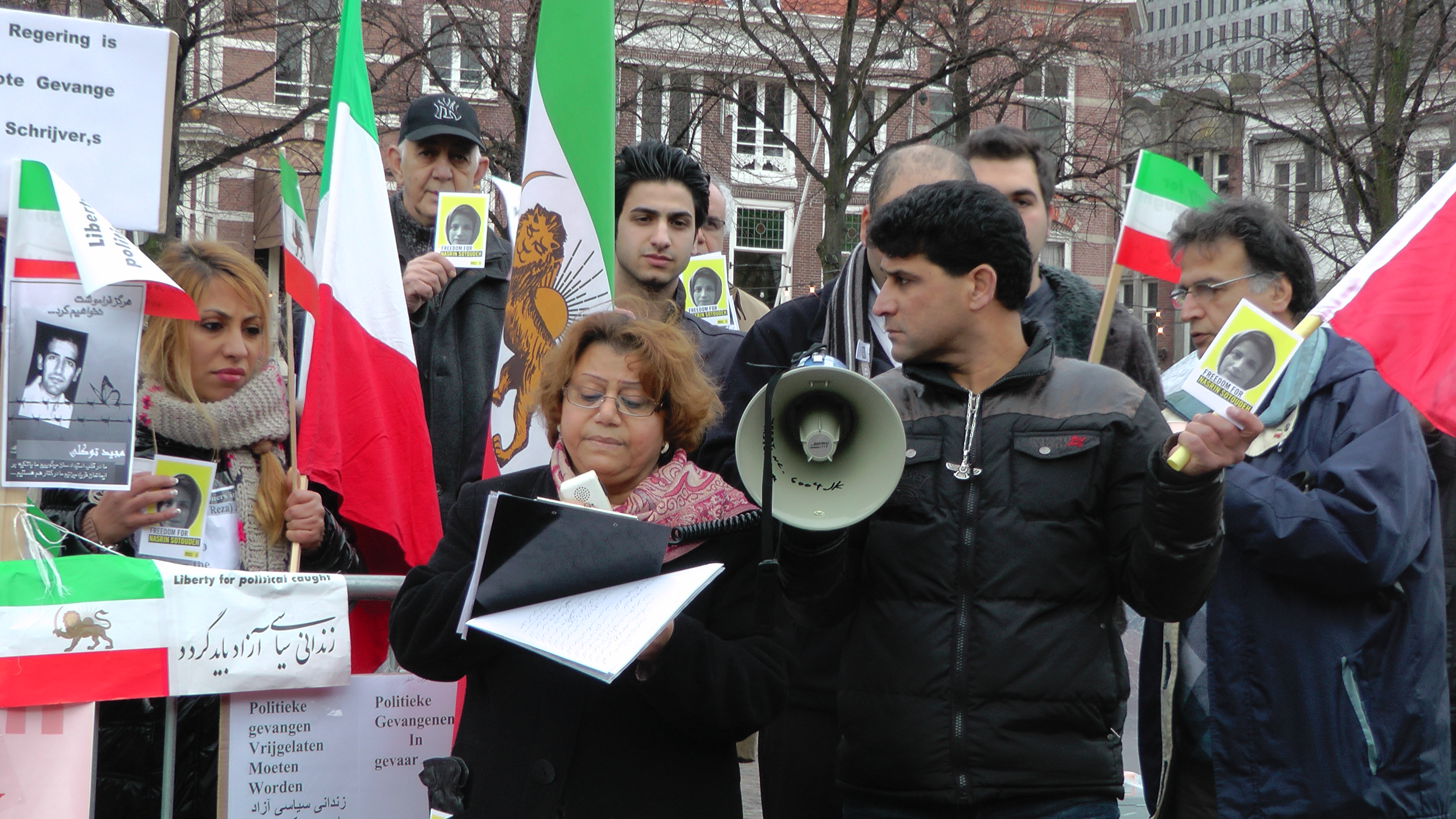
I sostenitori di Nasrin Sotoudeh manifestano a L'Aia, Paesi Bassi nel 2012

Prima del suo arresto, Sotoudeh ha rappresentato legalmente attivisti e giornalisti come Kourosh Zaim, Isa Saharkhiz, Heshmat Tabarzadi, Nahid Keshavarz, Parvin Ardalan, Omid Memarian e Roya Tolouie, nonché abusi sui minori e procedimenti penali. Ha lavorato a stretto contatto con premio Nobel per la pace Shirin Ebadi e i suoi difensori del Centro per i diritti umani. Dopo l'arresto di Sotoudeh, Ebadi ha chiesto il suo rilascio ed ha espresso preoccupazione per la sua salute. Nella dichiarazione, Ebadi ha affermato: "La signora Sotoudeh è uno degli ultimi coraggiosi avvocati per i diritti umani rimasti che ha accettato tutti i rischi per aver difeso le vittime delle violazioni dei diritti umani in Iran". Anche l'ex presidente ceco Václav Havel e Zahra Rahnavard, moglie del leader dell'opposizione Mir-Hosein Musavi, hanno chiesto il suo rilascio.

## Attivismo
Nel 2011 ha vinto il premio PEN/Barbara Goldsmith per la libertà di scrittura e nel 2012 il premio Sakharov per la libertà di pensiero; è attiva nella difesa legale di attivisti, oppositori e di donne iraniane arrestate per essersi tolte il velo in pubblico.
Scrittrice e attivista iraniana per i diritti umani, nel 2010 è stata arrestata con l'accusa di aver diffuso menzogne contro lo stato e per aver cooperato con il Defenders of Human Rights Center. Nel 2011 è stata condannata a 11 anni di prigione e interdetta dai pubblici uffici. La sua pena è stata successivamente ridotta e Nasrin è poi tornata in libertà nel 2013.

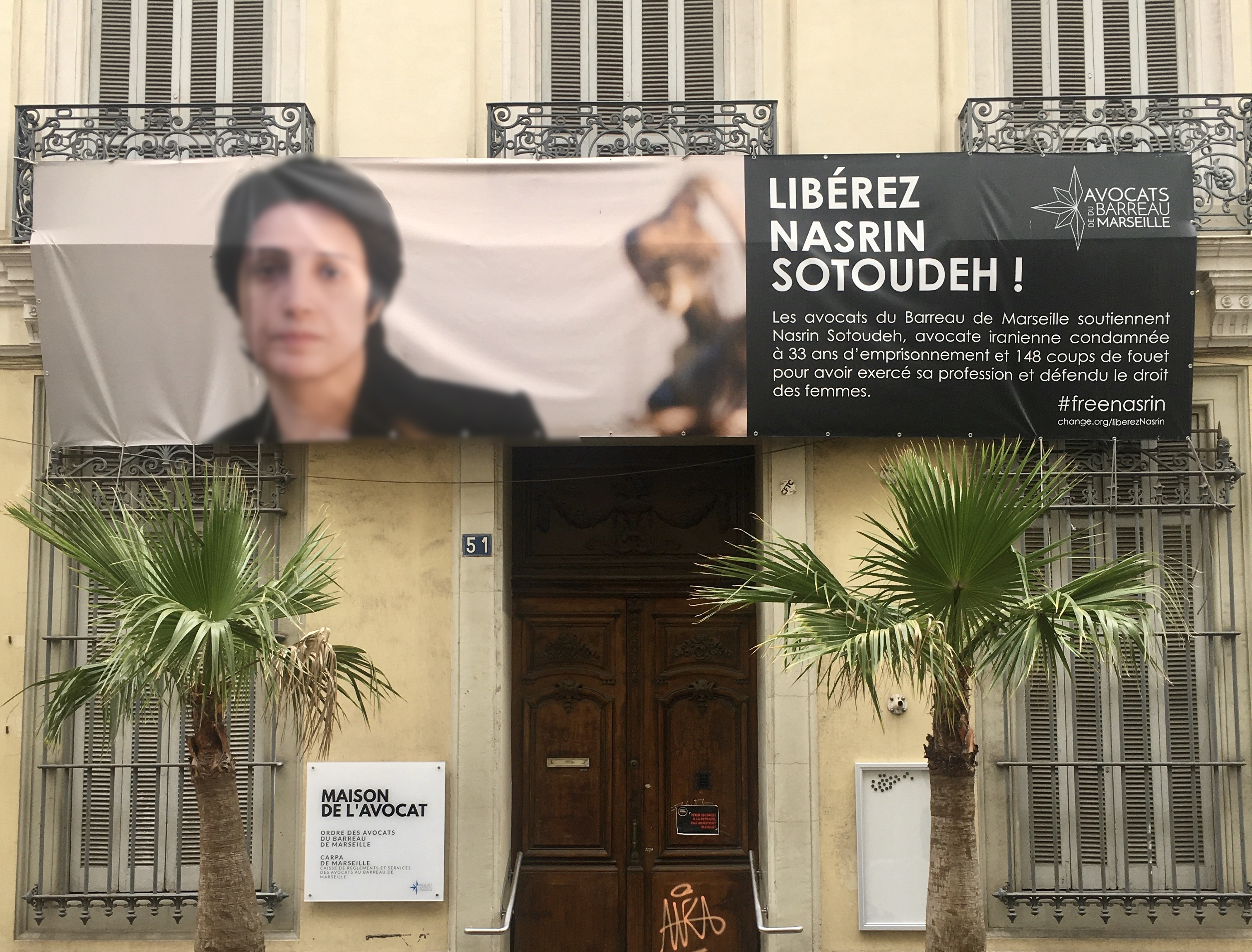
A Marsiglia uno striscione con l'immagine di Nasrin Sotoudeh ne chiede la liberazione nel luglio 2020

Il 13 giugno 2018 è stata nuovamente condotta in carcere e processata il 30 dicembre 2018, accusata di "reati di sicurezza nazionale". A marzo 2019 è stata condannata a 33 anni di carcere e 148 frustate per "incitamento alla corruzione e alla prostituzione" e "commissione di un atto peccaminoso (…) essendo apparsa in pubblico senza il velo".

## Cultura di massa
Il suo ritratto ha ispirato il film diretto da Jeff Kaufman, narrato dal premio Oscar Olivia Colman, con la partecipazione della giornalista statunitense Ann Curry, dell'avvocata e attivista Shirin Ebadi (fondatrice di Defenders of Human Rights Center in Iran e Premio Nobel per la pace nel 2003), di Narges Hosseini (studentessa in sociologia, arrestata per aver protestato contro la legge iraniana sull'hijab), del marito di Nasrin Sotoudeh, l'attivista Reza Khandan, del regista Jafar Panâhi, del giornalista Taghi Rahmani, di Marietje Schaake (componente del Parlamento europeo e del Liberaal Democratische Partij), di Mansoureh Shojaee (leader del movimento per i diritti delle donne iraniane). 
La pellicola contiene la canzone originale "How Can I Tell You?" scritta da Lynn Ahrens (testo) e Stephen Flaherty (musica) e interpretata da Angélique Kidjo. Disponibile negli Stati Uniti e Canada sulle principali piattaforme di streaming, il film è stato realizzato clandestinamente, da persone che hanno rischiato l'arresto. Il documentario è stato presentato nel 2020 al Doc NYC, Boston GlobeDocs Fest, Denver Film Festival, al International Human Rights Film Festival in Germania, e l'anno seguente al Festival Cinéma & Droits Humains a Parigi e Imagine! Festival of Ideas & Politics in Irlanda. Ha ricevuto il premio "Seal of Peace" come Miglior documentario al Festival Internazionale Cinema e Donne di Firenze nel 2020.

## Premi e riconoscimenti
- 2011 - Premio PEN/Barbara Goldsmith per la libertà di scrivere.[20]
- 2011 - Citazione dello Stato di Diritto della Southern Illinois University School of Law.[21]
- 2011 - Medaglia Giuseppe Motta.[22]
- 2012 - Premio Sacharov per la libertà di pensiero, consegnato dal Parlamento europeo (2012)[23]
- 2018 - Premio Kurt Tucholsky, il ventitreesimo premio internazionale per i diritti umani Ludovic-Trarieux, conferito a Nelson Mandela nel 1986, quando era in carcere.[24]
- 2019 - Premio franco-tedesco per i diritti umani e lo Stato di diritto, ritirato a suo nome dal collega avvocato per i diritti umani Saeid Dehghan.[25]
- 2019 - Premio per i diritti umani del Consiglio degli ordini forensi d'Europa (CCBE).[26]
- 2020 - Premio per i diritti umani dell'Associazione tedesca dei giudici.[27]
- 2020 - Premio Right Livelihood Award, chiamato anche "Premio Nobel per la Pace Alternativo".[28]
- 2020 - Chiavi della città di Firenze.[29]
- 2020 - Cittadinanza onoraria del Comune di Bologna, 12 novembre 2020,"per essersi schierata, a costo dell’incolumità personale, a tutela dei diritti di cittadine e cittadini iraniane vittime di soprusi giudiziari e dell’arbitrio politico, secondo principi e idealità che rispecchiano i valori fondanti della città di Bologna".[30]
- 2021 - Sotoudeh nominata da Time una delle 100 persone più influenti al mondo.[4]
- 2021 - Premio Pisa Donna 2020 da parte del Comune di Pisa.
- 2022 - Premio Genova Ipazia per l'Eccellenza delle Donne.
- 2023 - Dottorato onorario dall'Università di Berna.[31][32]